# Al-Hawata
Al-Hawata – miasto w Sudanie, w wilajecie Al-Kadarif. Liczy 24 513 mieszkańców.